# سیارک ۱۷۹۸۳
سیارک ۱۷۹۸۳ (به انگلیسی: 17983 Buhrmester، نامگذاری:1999JV59) هفده هزار و نهصد و هشتاد و سومین سیارک کشف شده‌است که در ۱۰ مه ۱۹۹۹ کشف شد.
قدر مطلق سیارک برابر ۱۶.۲ است.